# アントニオ・タイヤーニ
アントニオ・タイヤーニ（イタリア語: Antonio Tajani、1953年8月4日 - ）は、イタリアの政治家。現在、同国副首相兼外務大臣。欧州議会副議長や欧州委員会産業・企業担当委員、欧州委員会副委員長を経て、2017年1月から2019年7月まで欧州議会議長を務めた。フォルツァ・イタリアに所属し、2023年7月15日より同党書記長（党首格）。姓はタヤーニとも表記される。

## 経歴
ローマ出身。トルクァート・タッソ高校（リチェオ）からローマ・ラ・サピエンツァ大学に進学し、法学の学位を取得した。その後、イタリア空軍の将校となり、サン・ジョヴァンニ・テアティーノにあるレーダー基地の防空レーダー管制官に配属された。ジャーナリストとして、週刊誌「イル・セッティマナーレ」の国会担当編集員、ライ・ラジオ1のニュース番組の司会、「イル・ジョルナーレ」紙のローマ編集局局長なども務めた。レバノンやソビエト連邦、ソマリアに派遣されたこともある。

### 政治活動
タイヤーニは若い頃、イタリア君主党の学生団体である青年君主戦線の過激派であった。その後もタイヤーニは、亡命状態にあるサヴォイア家の帰国（2002年に改正されるまで、イタリア憲法で禁止されていた）を頻繁に唱えてきた。
1994年にフォルツァ・イタリアの結成に参加し、2005年までラツィオ州における同党の地域調整官を務めた。1994年から1995年の第1次シルヴィオ・ベルルスコーニ政権では、首相のスポークスマンに起用された。
1996年にアラトリから国会議員に立候補したが、45.3%の得票率でオリーブの木の候補に敗れた。
2001年には政党連合「自由の家」からローマ市長選挙に立候補したが、得票率47.8%でワルテル・ヴェルトローニに敗れた。
2002年に開催された欧州人民党のエストリル大会で、10人いる同党の副代表の1人に任命された。その後、2006年のローマ大会と2009年のボン大会、2012年のブカレスト大会でも再選された。

### 欧州議会議員
1994年、タイヤーニは欧州議会議員に当選し、1999年と2004年に再選された。1999年6月から2008年5月には、欧州議会のフォルツァ・イタリア議員団の代表を務めた。欧州議会では外務委員会に所属したほか、市民的権利・司法・内務委員会の委員代理でもあった。欧州議会のイスラエル代表団にも加わった。発効に至らなかった欧州憲法を起草し、欧州会議にも参加した。

### 交通担当委員
2008年5月8日、イタリアのベルルスコーニ新首相から、同国の欧州委員に指名された。前任のフランコ・フラッティーニ委員は、新内閣の外相に起用されていた。タイヤーニは交通担当の委員となることを受諾した。この人事は2008年6月18日に欧州議会で採決にかけられ、賛成507票、反対53票、棄権64票で正式に承認された。交通担当委員として、タイヤーニはアリタリア航空の経営再建計画を推進した。
さらに、タイヤーニは交通関連の新たなEU規制の設計も監督した。この航空輸送における旅客の権利に関する規制（2009年12月発効）によって、搭乗拒否や航空便の欠航、遅延に遭遇した旅客は、支援や運賃の返還を受けることができるようになった。この規範は、EUから出域する旅客と入域する旅客の双方に適用される。

### 産業・起業担当委員
2009年の第二次バローゾ委員会では4人いる副委員長の1人に留任する一方、産業・企業担当委員に異動となった。この人事は、マッシモ・ダレマが外務・安全保障政策上級代表の役職を辞退したことによるものであった。この役職をダレマが受諾した場合の選択肢として、タイヤーニにはラツィオ州知事のポストが想定されていた。
2014年4月19日から5月25日まで、欧州議会議員選挙の選挙運動のため職務を離れた。その間の委員代行にはミシェル・バルニエが就いた。その後、タイヤーニは職務に復帰したが、7月1日をもって辞職した。後任の委員代行もバルニエが務めた。

### 欧州議会議長
2017年1月17日、タイヤーニはマルティン・シュルツの後任となる欧州議会議長に就任した。新議長には当初、シュルツと同じ欧州人民党に所属するタイヤーニが選出される公算が大きかった。しかし、欧州人民党と社会民主進歩同盟 (S&D) が取り交わした協定にほころびが生じたことで、タイヤーニの選出は不確実な情勢となった。主要候補にはほかに、S&Dのジャンニ・ピッテッラ、欧州自由民主同盟 (ALDE) のヒー・フェルホフスタット、欧州保守改革グループ (ECR) のヘルガ・ステフェンス、欧州統一左派・北方緑の左派同盟 (EUL/NGL) のエレオノーラ・フォレンツァ (EUL) およびジーン・ランバート (NGL) らがいた。結局、4回目の投票後、フェルホフスタットが撤退を表明し、ALDEがタイヤーニ支持にまわったことでタイヤーニが新議長に選出された。イタリア出身の議長は、キリスト教民主党のエミリオ・コロンボ以来であった。

### イタリア共和国閣僚
2022年10月22日に発足したジョルジャ・メローニ内閣で副首相兼外務大臣に就任。
2023年6月12日にフォルツァ・イタリア党首であったシルヴィオ・ベルルスコーニが死去したため、同年7月15日にその後継としてタイヤーニが次期党大会までという形ながら肩書を「書記長」とする形で党の代表に就任した。これについてタイヤーニは「我々の党首はベルルスコーニ氏以外にはいない」としている。

## ギャラリー
- 欧州人民党大会でジョゼ・マヌエル・ドゥラン・バローゾと話し込むタイヤーニ（2008年12月11日）
- エストニアのケルスティ・カリユライド大統領と（2017年5月30日）
- イギリスのテリーザ・メイ首相と（2019年2月7日）
- G7外相会合。左からジョセップ・ボレル欧州連合外務・安全保障政策上級代表、イギリスのジェームズ・クレバリー、日本の林芳正、米国のアントニー・ブリンケン、ドイツのアンナレーナ・ベアボック、カナダのメラニー・ジョリー、フランスのカトリーヌ・コロナ、タイヤーニ（2022年11月4日）。

## 人物
イタリア語に加えて英語、フランス語、スペイン語を使うことができる。妻とのあいだに2人の子どもがいる。

## 栄典
- レジオンドヌール勲章オフィシエ（フランス）[15]

- 文民功労勲章（スペイン）[16]

- 旭日大綬章（日本、2021年）[17]